# Julius Karl Arndt

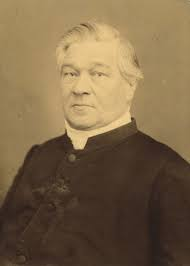
Julius Karl Arndt

Julius Karl Arndt (* 26. März 1820 in Alsleben (Saale); † 12. Juni 1888 in Wernigerode) war ein lutherischer Pfarrer und Kirchenlieddichter.

## Leben
Arndt wurde als Pfarrerssohn geboren und studierte an der Universität Halle Evangelische Theologie. Im Anschluss an sein Studium bekam er eine Anstellung als Hauslehrer in Paris und Berlin. 1849 berief man ihn zum Adjunkt nach Walternienburg bei Schönebeck. Dort unterstützte er als Hilfsgeistlicher seinen Vater und wurde später dessen Nachfolger.
1856 avancierte Arndt zum Superintendenten in Walternienburg. 1861 kam er nach Wernigerode und wurde dort 1862 Superintendent und Oberpfarrer an der St.-Sylvestri-Kirche, womit er den geistlichen Vorsitz im Evangelisch-Lutherischen Konsistorium Wernigerode führte. Kirchenpolitisch engagiert war Arndt ein vehementer Gegner Otto von Bismarcks. Er stand fest zum lutherischen Bekenntnis und lehnte 1874 die Maigesetze öffentlich ab. Als er aus diesem Grund den lutherischen Bekenntnisstand der Grafschaft Wernigerode feststellen lassen wollte, verlor er 1875 seine Ämter als Superintendent und Konsistorialrat.
Julius Karl Arndt war dreimal verheiratet. Aus den Ehen gingen 15 Kinder hervor, sechs starben bereits im Säuglings- und Kleinkindalter. Die Theologendynastie Arndt fand ihre Fortsetzung in dem 1857 geborenen Sohn Johannes aus der zweiten Ehe. Johannes Arndt (* 20. März 1857 in Walternienburg, † 22. Oktober 1931 in Bloemfontein, Südafrika), ging nach fünfjähriger Ausbildung im Berliner Missionshaus 1881 als Missionar nach Südafrika.

## Werk
Arndt veröffentlichte 1863 in Wernigerode Zwei neue Lieder auf alte Volksweisen, von denen der Ruf zur geistlichen Heimkehr bekannt ist: Wohin, o müder Wandrer du? Kehr heim ins Vaterhaus! Dieses Kirchenlied ist beispielsweise in dreistrophiger Form im evangelischen Gesangbuch der Bezirkssynode Wiesbaden, im 19. Jahrhundert bei Carl Ritter in Wiesbaden gedruckt, enthalten.

## Schriften (Auswahl)
- Die Auferstehung der Toten. 7 Betrachtungen, 1871
- Trostheim. Predigten im Anschluß an die Auferweckung des Lazarus, Wernigerode 1886